# Dystomorphus sichuanensis
Dystomorphus sichuanensis là một loài bọ cánh cứng trong họ Cerambycidae.